# بناء الشرف
بناء الشرف هي مدينة تقع على ساحل بلدية بلش مالقة في إسبانيا في قلب الشرقية (مالقة) وهي منطقة تقع في شرق ساحل الشمس ، في مقاطعة مالقة. تقع على بعد 20 كيلومترًا من عاصمة المقاطعة مالقة. تتمتع بواحدة من أفضل المناخات في أوروبا مع صيف مشمس وبحر هادئ يقلد هدوء المدينة. وهي متصلة بطريق البحر الأبيض المتوسط السريع (E-15) شمال المدينة في اتجاه مالقة إلى المرية.

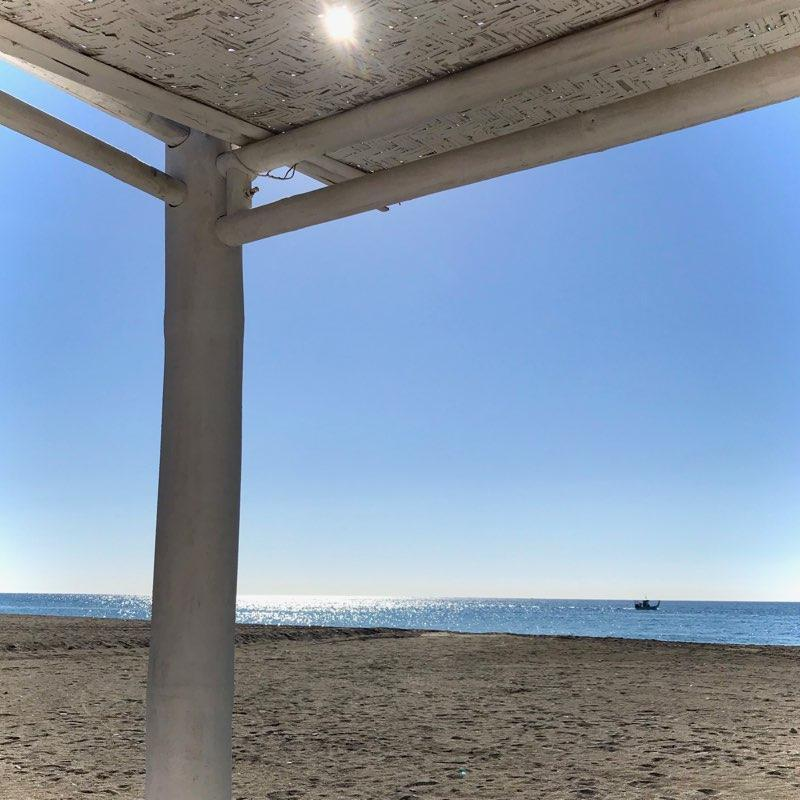
شاطئ بناء الشرف

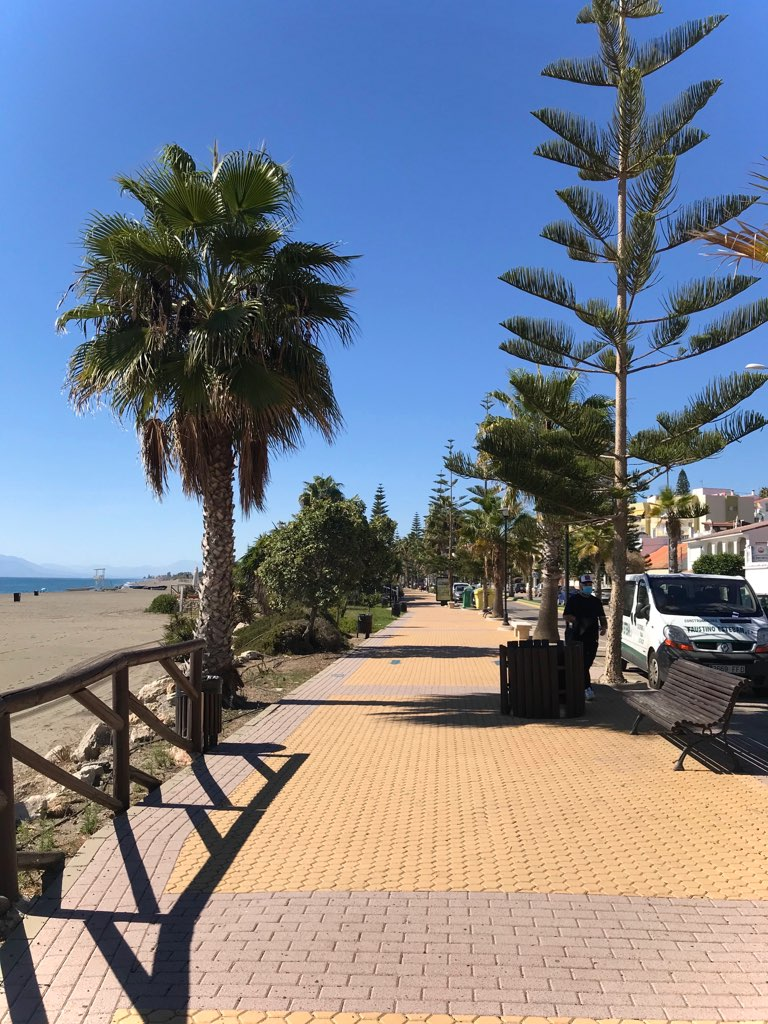
رصيف الشارع الرئيسي قرب الشاطئ

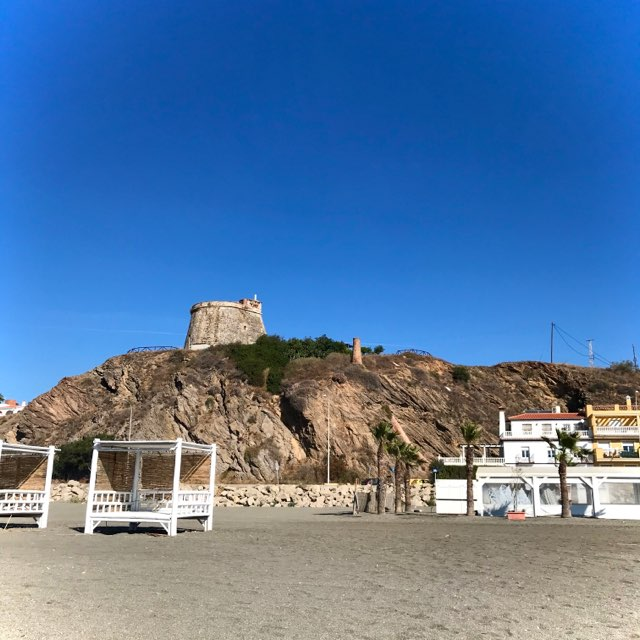
برج مويا

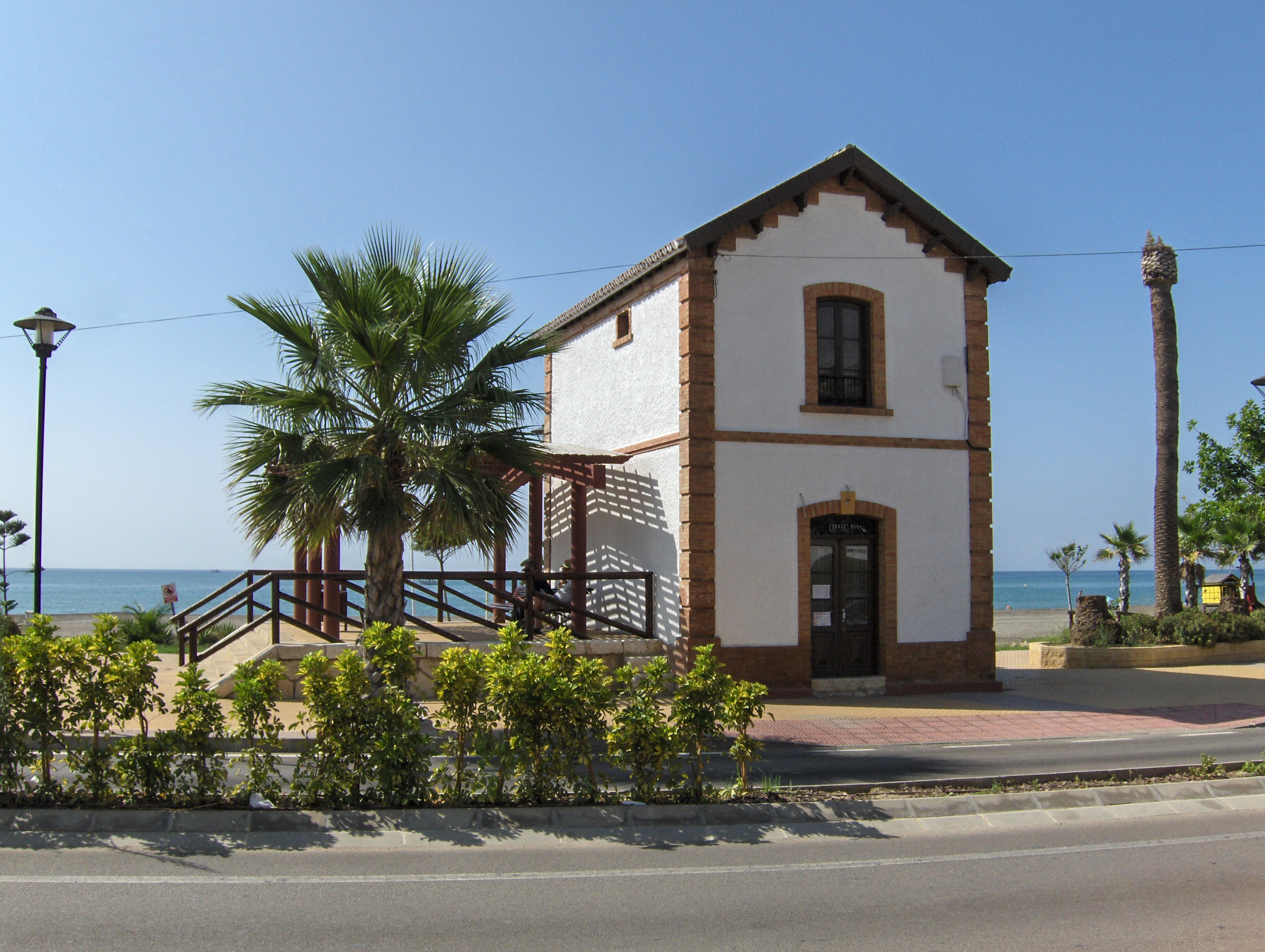
محطة قطار بناء الشرف القديمة.

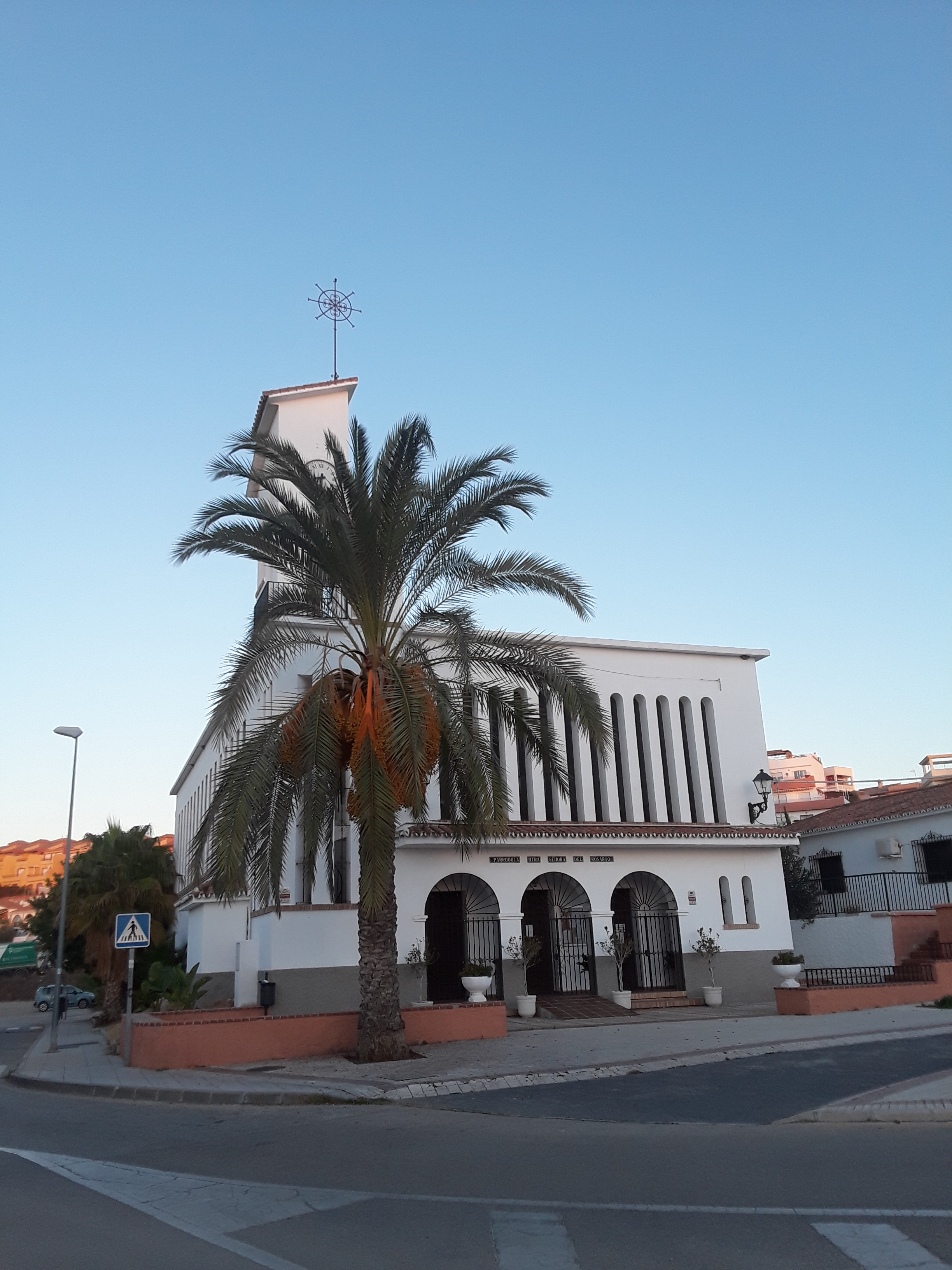
كنيسة بناء الشرف

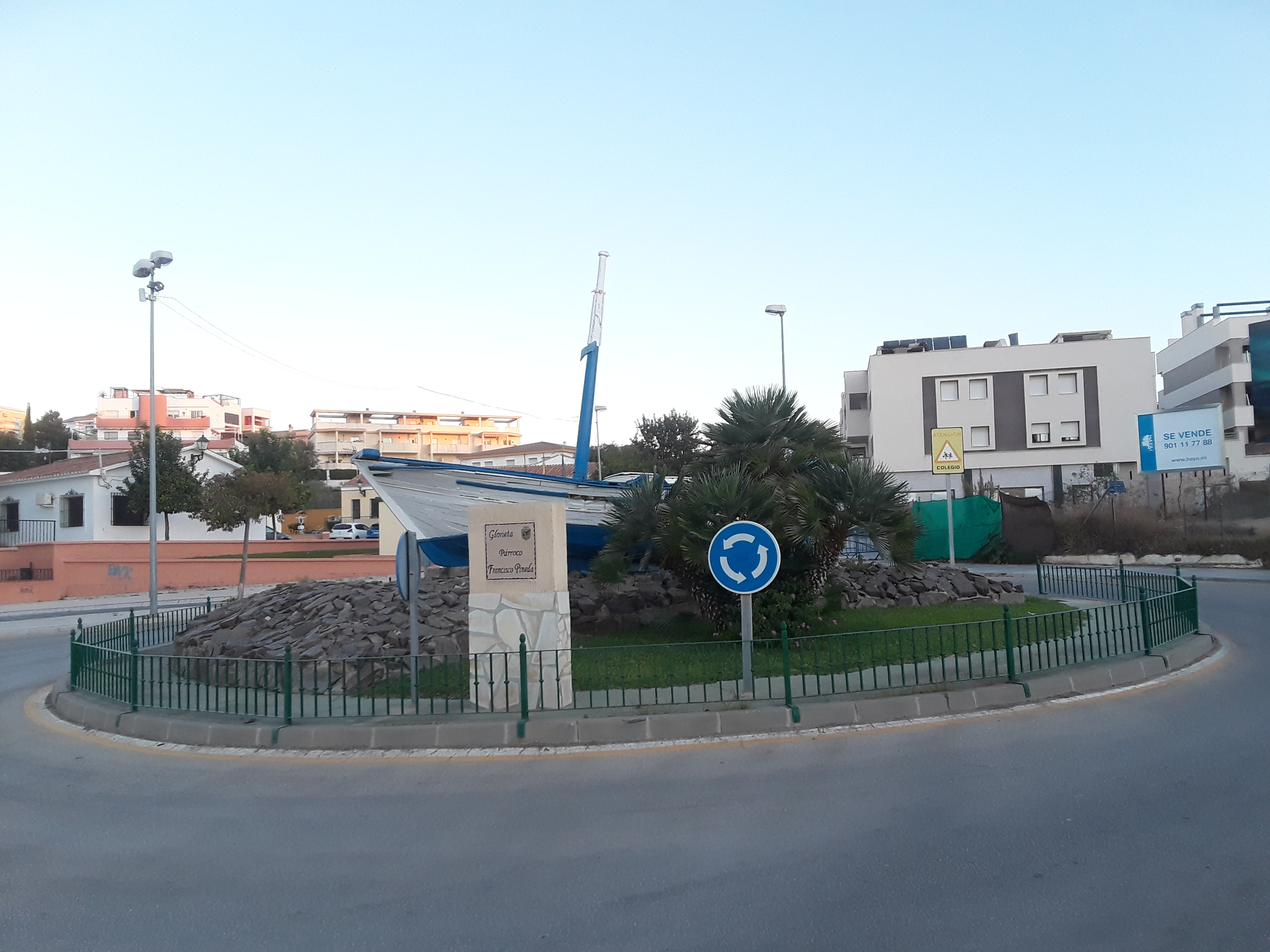
دوار قارب صيد مميز